# Еліс-Ейкерс (Техас)
Еліс-Ейкерс (англ. Alice Acres) — переписна місцевість (CDP) в США, в окрузі Джим-Веллс штату Техас. Населення — 465 осіб (2020).

## Географія
Еліс-Ейкерс розташований за координатами 27°42′43″ пн. ш. 98°6′29″ зх. д. / 27.71194° пн. ш. 98.10806° зх. д. (27.711892, -98.107973).  За даними Бюро перепису населення США в 2010 році переписна місцевість мала площу 15,27 км², уся площа — суходіл.

## Демографія
Згідно з переписом 2010 року, у переписній місцевості мешкало 490 осіб у 152 домогосподарствах у складі 119 родин. Густота населення становила 32 особи/км².  Було 173 помешкання (11/км²).
Расовий склад населення:
| - 75,5 % — білих - 2,0 % — корінних американців - 0,4 % — чорних або афроамериканців - 19,8 % — осіб інших рас |

До двох чи більше рас належало 2,2 %. Частка іспаномовних становила 92,2 % від усіх жителів.
За віковим діапазоном населення розподілялося таким чином: 32,0 % — особи молодші 18 років, 59,8 % — особи у віці 18—64 років, 8,2 % — особи у віці 65 років та старші. Медіана віку мешканця становила 31,2 року. На 100 осіб жіночої статі у переписній місцевості припадало 112,1 чоловіків;  на 100 жінок у віці від 18 років та старших — 101,8 чоловіків також старших 18 років.
Цивільне працевлаштоване населення становило 93 особи. Основні галузі зайнятості: освіта, охорона здоров'я та соціальна допомога — 49,5 %, виробництво — 22,6 %, будівництво — 14,0 %, сільське господарство, лісництво, риболовля — 14,0 %.